# Villa Elisa (Paraguai)

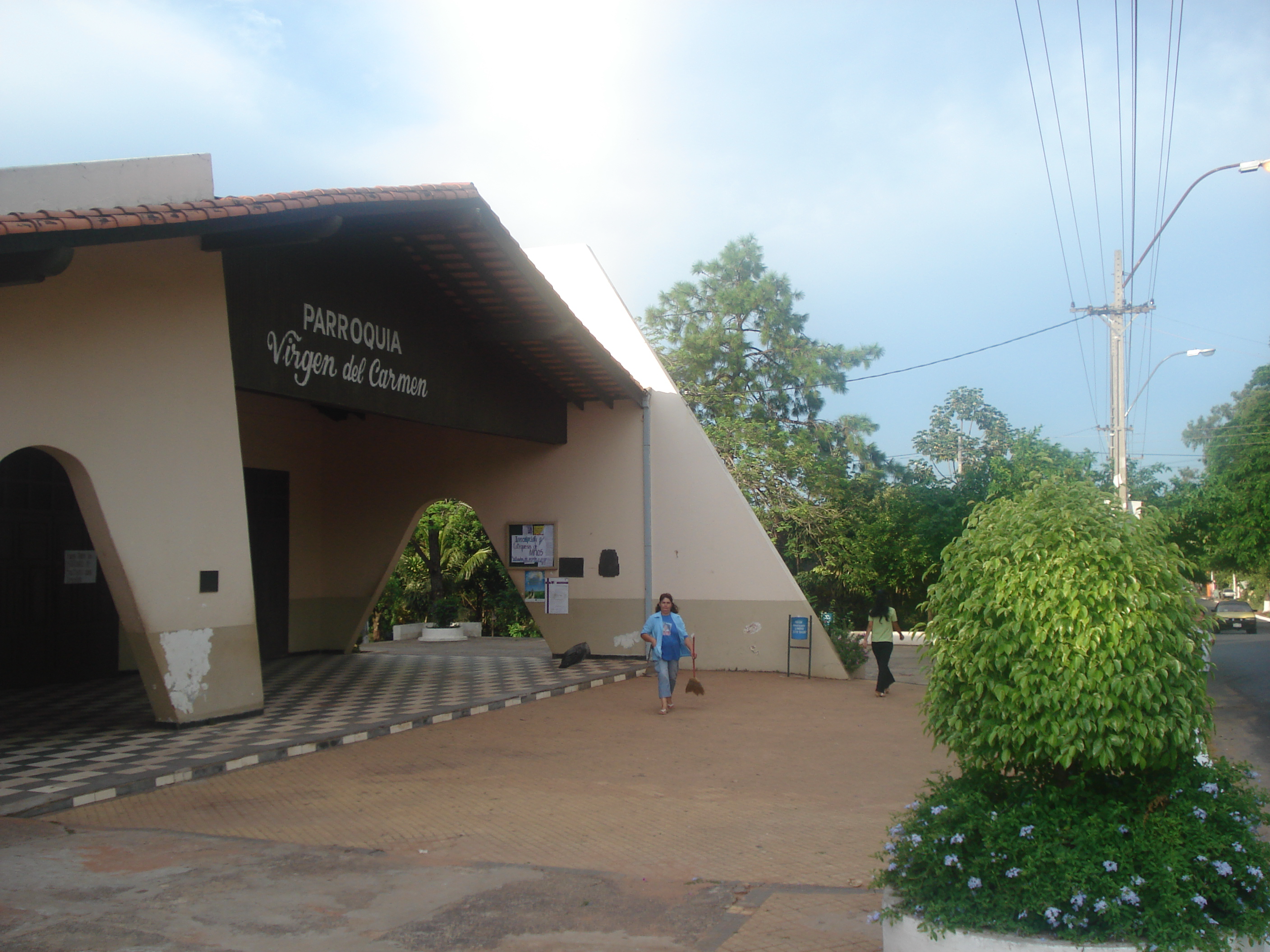
Igreja católica de Villa Elisa

Villa Elisa é uma cidade paraguaia do Departamento Central, onde localiza-se uma refinaria da Petróleos Paraguayos. Possui 75.933 habitantes.

## Desporto
O Club Sol de América, que possui sede em Assunção, tem o mando de seus jogos no Estádio Luis Alfonso Giagni[carece de fontes?]

## Transporte
O município de Villa Elisa é servido pelas seguintes rodovias
- Caminho em pavimento ligando a cidade ao município de San Lorenzo
- Caminho em pavimento ligando a cidade ao município de Luque[1][2][3]